# Pagliaro
Pagliaro è una frazione del comune bergamasco di Algua posta in altura rispetto al capoluogo.

## Storia
La località è un piccolo villaggio agricolo di antica origine, frazione del comune di Serina fino a circa il 1550, quando il governo della Repubblica di Venezia lo costituì in municipio a sé stante. I due paesi costituirono comunque sempre due diverse parrocchie. Di notevole interesse gli affreschi presenti nella chiesa del Corpus Domini che conservava anche la statua della Maria Maddalena di Pietro Bussolo, realizzati da Maffiolo da Cazzano
Il paese tornò frazione dopo tre secoli e mezzo su ordine di Napoleone, venendo unito alternativamente in pochi anni a vari suoi vicini, Bracca, Frerola e Serina, rimanendo infine definitivamente aggregato al secondo.